# 真木ひでと
真木 ひでと（まき ひでと、1950年11月27日 - ）は、日本の歌手。本名は野内 正行（のうち まさゆき）。GSバンド、「オックス」のヴォーカルを務めた後、演歌を中心とした歌手として活動。福岡県田川市出身。

## 来歴
漫画トリオとバックボーン」（木村幸弘とバックボーン）に参加し、プロとしてのキャリアをスタート。また、木村の「ロックを歌え」という指示で、ビートルズの「のっぽのサリー」をその年の6月から唄い、やがてローリング・ストーンズの「アウト・オブ・タイム」や「テル・ミー」を唄うようになり（ペンギン堂の店長からライブ盤のストーンズのLPを勧められたことが後の野口ヒデトのステージパフォーマンスに多大な影響を与える）、少しずつ関西での野口ヒデトの名前が知られるようになった。その激しいステージングが評判となり、バンド「バックボーン」の出演時は動員力もアップした。
ジャズ喫茶「ナンバ一番」で「テル・ミー」のパフォーマンスを見た、GSバンド・オックスのリーダー福井利男より「日本でビンソンのエコーチェンバーを持ってるのはうちのバンドとスパイダースだけ!」と口説かれ、1968年 1月よりバンドに参加するも当時の野口はビンソンが何なのかわかっていなかったという。1968年5月に「オックス」のヴォーカルとしてデビュー。芸名は野口英世にあやかって野口ヒデトと名乗る。「ガール・フレンド」「ダンシングセブンティーン」「スワンの涙」「僕は燃えてる」といったTOP10、TOP20ヒットを出した。「ガールフレンド」「スワンの涙」と、もう2曲は筒美京平の作曲だった。デビュー当初は赤松愛の人気が先行したが、2枚目のシングル「ダンシング・セブンティーン」を発売する頃には、人気投票では圧倒的に愛を引き離し、人気の中心は野口ヒデトに移った。オックスはGSブームの1968年以後ヒット曲を飛ばし、野口ヒデトは沢田研二、萩原健一、渡辺茂樹とともに、若い女性ファンの間で人気となった。GSブーム中期〜後期には、沢田研二・萩原健一・野口ヒデトの3人の対談も、雑誌等で数多く見られるようになった。
9月より全国6ヵ所での公演が始まり、初日の日比谷公会堂を始め各会場のステージで失神騒ぎを起こしたことから、マスコミは過剰なまでに彼らを「失神バンド」と書きたてた。オックスはザ・タイガース、ザ・テンプターズと並び“ GS御三家 ”と称された。
1971年5月31日にオックス解散。同年「仮面」でソロデビュー。以降は「他になにがある」「夜空の笛」等のシングルを発表し、本人自作の「笑いを忘れたピエロ」が収録されているアルバム「ひでとからあなたに」をリリースする。
1975年、YTV「全日本歌謡選手権」に引退を覚悟して本名で挑戦、10週を勝ち抜いた。恩師山口洋子の命名により「真木ひでと」に改名し、「夢よもういちど」で演歌歌手として再デビューした。このデビュー曲がソロ歌手として初の大ヒットとなり再ブレイクしオリコン全国チャート9位にランクイン各種優秀新人賞などを受賞した。また、9月発売にもかかわらずオリコン年間ベスト100にも入っており、同年末の第17回日本レコード大賞ノミネート候補曲の中に選ばれる。この頃のファン層はGS時代をリアルタイムで見られなかった中・高校生が多く真木自身も一過性のブームで終わるのではと危惧していたという。
1976年、「恋におぼれて」で東京新聞最優秀ヒット賞を受賞。
同年3枚目のシングル「東京のどこかに」では飯塚音楽祭で大衆賞・銀賞等を受賞。この時のゲストが美空ひばりであり、ひばりから「あんた知ってるよ、頑張ってね」と言われた事でますますひばりファンになったと言う。
この時期に、ジャズピアニストの世良譲から、ひでとは演歌よりもジャズに向いてる、指導するからジャズシンガーになれと会う度に言われたという。また、戦前から活動した演歌の作詞家藤田まさとからは、いつか真木ひでとの股旅ものを書くからと言われていたが、どちらも両人の死去により、実現することはなかった。藤田はオックスの頃に、番組でひでとが歌った「流転」で認識が一変し、再デビュー後も親代わりとして、フジテレビのラブラブショーにもゲストで出演した。
1978年、柳ジョージ&レイニーウッドとの共演で、レコード会社の枠を越えて7枚目のシングル「カモン」をリリースした。演歌ではなく、ロック調の歌である。ロック歌手に変貌させられそうになったため、真木の猛反対で演歌路線に戻った。
この頃、国際劇場で開催された「ニューイヤー・ロック・フェス」に出演した（近田春夫が司会。フェスのプロデュースは内田裕也。出番はダウン・タウン・ブギウギ・バンドとレイニーウッドの間で、真木はロッド・スチュアートの曲も歌った）。演歌歌手としては真木だけが出演しているが、これは内田裕也が真木に直々に声をかけたことで実現したものである。
1979年、8枚目のシングル「雨の東京」をリリース。「雨の東京」はカラオケ・有線で流れ、1年半以上も売れ続けロングセラー賞を受賞。その後「幸せうすい女です」「ほたる川」をリリースした。
千昌夫からは、「何でキャンペーンをやめるんだ　この歌は頑張れば100万枚はいくぞ」と言われたことが嬉しかったという。「雨の東京」のロング・セラーで、NHK紅白歌合戦は当確と予想され、本人も出場できると確信していた。しかし、当時のレコード会社のNHK担当者のミスで、NHKの怒りを買い出場が出来ず、次点にとどまったとも言われている。この頃は、地方コンサートを数多くこなし、東京でのコンサートはまったくなかったが、「雨の東京」のヒットで、1980年9月25日、ヤクルトホールにて真木ひでとファーストコンサートが開催された。
1988年、森本太郎に声をかけられタイガース・メモリアル・クラブバンドに参加。8年間、ソロとGSシンガーを両立させた。
平成に入り「子供の頃からエースで4番」の歌詞で始まる歌「元気の星」が「雨の東京」以来のヒット曲になり、今も読売ジャイアンツの2軍の試合で演奏されている。
2010年のクニ河内プロジェクト作品「されどわれらが日々」のアルバムではオリジナル曲「愛をありがとう」を歌唱。
2012年3月28日に、ソニーミュージックより歌手デビュー45周年を記念して21曲収録の真木ひでとG☆B「陶酔炎歌」が発売された。2015年、真木ひでとに改名後40周年を迎え、5月24日に出身地の大阪で、120名限定の「初心忘れるな　木村幸弘とバックボーンライブ」が約50年ぶりに開催された（木村幸弘への恩返しライブ）。懐メロ番る組で赤松愛・田浦幸（夏夕介）を除いたメンバーで散発的に再結成したことがあった他、ソロライブではオックス時代の曲を歌うこともある。ね
2017年、ナンバ一番でプロ歌手としてスタートして50年目。2018年にはオックスでのデビューから50周年を迎えた。2018年9月9日に、ファンの熱意により3年ぶりに木村幸弘とバックボーンライブが大阪モエラドで開催しソールドアウト。2019年、「永遠の昭和ヒット歌謡オンステージ」に5月・7月と出演。5月のコンサートでは自身の原点でもある青春歌謡を、7月のコンサートではGS時代の歌を中心に採り上げた。
2020年5月5日にソニーミュージックより約30年ぶりの新曲を含めた111曲入りの「陶酔・心酔・ひでと節」のCD-BOX5枚組が古希記念として発売された（オックス時代のヒット曲や真木ひでとに改名後のヒット曲・また「元気の星」まで収録されている、野口ひでと時代の歌が初のCD復刻）。6月10日より「陶酔・心酔・ひでと節」のソニー音源のみ配信開始。日本経済新聞に連載、4大新聞社の取材やラジオ出演（電話インタビュー）など令和の時代も真木ひでとは歌手活動を継続しているが、テレビ出演は年齢のせいなのか消極的である。

## 主なヒット曲

### オックス時代
- ガール・フレンド／花の指輪（1968年）（ビクター）：オリコン6位
- ダンシング・セブンティーン／僕のハートをどうぞ（1968年）：オリコン28位
- スワンの涙／オックスクライ（1969年）オリコン7位
- 僕は燃えてる／夜明けのオックス（1969年）オリコン18位
- ロザリオは永遠に／真夏のフラメンコ（1969年）：赤松に代わり田浦幸が参加した初作品。オリコン32位
- 神にそむいて／夜明けの光（1969年）：オリコン41位
- 許してくれ／ジャスト・ア・リトルラブ（1970年）：オリコン64位
- 僕をあげます／花の時間（1970年）：オリコン91位
  - 以上はオリコンでトップ100位以内の曲
- もうどうにもならない／ふりむきもしないで（1970年・解散曲）

### 野口ヒデト時代
- 仮面／生命のバラ（ビクター）：解散後初のソロシングル　橋本淳・筒美京平作品
- 野口ひでと時代
- 他に何がある／君が来る日（フィリップス）：オリコントップ100位以内、国内盤チャート（邦楽部門）70位台。
- 夜空の笛（守屋浩のカバー）／愛は突然に（フィリップス）
- ひでとからあなたに（12曲入りアルバム）（フィリップス）
- 真木自身の自作曲の「笑いを忘れたピエロ」が収録されている。

### 真木ひでと時代
- 夢よもういちど（1975年）（CBSソニー）：オリコン・チャート9位
  - FNS歌謡祭優秀新人賞
  - あなたが選ぶ全日本歌謡音楽祭優秀新人賞
  - ニッポン放送月間最優秀賞
  - 日本レコードセールス大賞月間優秀新人賞
  - 第17回日本レコード大賞候補曲
  - CBSソニーゴールドディスク その他多数
- 恋におぼれて（1976年）（CBSソニー）：中ヒットとなった。
  - 東京新聞最優秀ヒット賞
  - CBSソニーゴールドディスク その他多数
- 東京のどこかに（1976年）（CBSソニー）山口洋子・杉本真人作品
  - 第3回飯塚音楽祭大衆賞および銀賞
- 雨の東京（1980年）（CBSソニー）山口洋子・鈴木淳作品
  - 第13回全日本有線放送大賞特別賞[15]　都はるみの「大阪しぐれ」同時受賞。
  - 日本有線大賞ヒット賞
  - オリコンロングセラー賞（長期間オリコン100位内にチャートインした）
  - CBSソニーゴールドディスク
- 幸せうすい女です　初の山口洋子以外の作詞作品
- 元気の星（1991年）（ポリスター）：中・小ヒットとなった
  - ポリスターレコード年間ベストテン他。
  - 以上、「上記作品はオリコンでトップ100位以内の曲」
- 三陸海岸／恋月夜（ポリスター） - メジャーレーベルでの最後のシングル。
- 愛をありがとう／されど我らが日々（インディーズ作品）
- 「淡雪の宿」／「ごめんよ」三陸海岸以来の新曲が「陶酔・心酔・ひでと節」に収録。通販限定。

## 出演

### テレビ番組
- 集まれジャポップス（東京12チャンネル）オックス時代のレギュラー出演
- ディン・ドン・ダン（日本テレビ）オックス時代のメイン出演
- 歌の散歩道（東京12チャンネル）

ホスト：野口ひでと、ホステス：千葉紘子、アシスタントボーイ：郷ひろみ、アシスタントガール：山口いづみ、
ゲスト：当時旬の歌手から懐メロの歌手まで

### ラジオ番組
- 真木ひでとの音楽専科（RFラジオ日本）
- 真木ひでとのプロ野球最前線（全国ネット）ミュージックブルペンのコーナー枠。
- 一時は５本のラジオレギュラーを持っていた。